# アニシャ・キルディアプキナ
アニシャ・キルディアプキナ（ロシア語: Анися Кирдяпкина、ラテン文字表記：Anisya Kirdyapkina、1989年10月23日 - ）は、ロシアの陸上競技選手。旧姓はコルニコワ（ロシア語: Корникова、ラテン文字表記：Kornikova）。沿ヴォルガ連邦管区モルドヴィア共和国サランスク出身。競歩を専門とする。夫は競歩選手のセルゲイ・キルジャプキン。

## 経歴
9歳の時に地元のサランスクで友人とともにスカウトされ、競歩を始める。一緒に競歩を始めた友人は挫折するも、アニシャは地区大会で入賞するなど実力を付けていき、中学生の時に9歳年上のセルゲイ・キルジャプキンと出会う。アニシャとセルゲイは意気投合し、2007年にアニシャは18歳という若さで結婚した。
2013年は自国開催の国際大会で活躍し、ユニバーシアードで大会新記録をマークして優勝、世界選手権ではエレーナ・ラシュマノワに次ぐ銀メダルを獲得した。
2014年1月9日、ソチオリンピックの聖火がサランスクに到着し、アニシャはセルゲイやラシュマノワらとともに聖火ランナーを務めた。

## 主な成績
| 年   | 大会                     | 開催地             | 順位 | 種目      | 記録          |
| ---- | ------------------------ | ------------------ | ---- | --------- | ------------- |
| 2007 | ヨーロッパジュニア選手権 | オランダヘンゲロー | 1位  | 10000mW   | 43分27秒20    |
| 2009 | 世界選手権               | ドイツベルリン     | 4位  | 20kmW     | 1時間30分09秒 |
| 2010 | ヨーロッパ選手権         | スペインバルセロナ | 2位  | 20kmW     | 1時間28分55秒 |
| 2011 | 世界選手権               | 韓国大邱           | 3位  | 20kmW     | 1時間30分12秒 |
| 2012 | オリンピック             | イギリスロンドン   | 5位  | 20kmW     | 1時間26分26秒 |
| 2013 | ユニバーシアード         | ロシアカザン       | 1位  | 20kmW     | 1時間29分30秒 |
| 2013 | ユニバーシアード         | ロシアカザン       | 1位  | 20kmW団体 | 4時間32分41秒 |
| 2013 | 世界選手権               | ロシアモスクワ     | 2位  | 20kmW     | 1時間27分11秒 |